# Municipio de Santa Magdalena Jicotlán
El municipio de Santa Magdalena Jicotlán es uno de los 570 municipios del estado mexicano de Oaxaca. Su cabecera es la localidad de Santa Magdalena Jicotlán.

## Geografía
El municipio de Santa Magdalena Jicotlán colinda al norte con los municipios de San Francisco Teopan y Tlacotepec Plumas; al este con el municipio de San Mateo Tlapiltepec; al sur con los municipios de San Miguel Tulancingo y La Trinidad Vista Hermosa; y al oeste con el municipio de San Pedro Nopala.

## Localidades
El municipio de Santa Magdalena Jicotlán cuenta con dos localidades:
| Localidad                | Población |
| ------------------------ | --------- |
| Santa Magdalena Jicotlán | 80        |
| Barrio San Miguel        | 1         |

## Gobierno
El municipio de Santa Magdalena Jicotlán se rige mediante el sistema de usos y costumbres.
| Periodo   | Presidente municipal               |
| --------- | ---------------------------------- |
| 1999-2000 | Nicolás López Zacarías             |
| 2000-2001 | Amador Márquez Mendoza             |
| 2002-2004 | Octaviano Espinoza Sampedro        |
| 2005-2007 | Francisco Faustino López Hernández |
| 2008-2010 | Ranulfo Cruz Domínguez             |
| 2011-2013 | Nicolás Adán López Zacarías        |
| 2013-2014 | Roberto López Hernández            |
| 2015      | Carlos Espinosa López              |
| 2017-2018 | Moisés Cruz López                  |
| 2020-2021 | Carlos López Ávila                 |
| 2023-2024 | Alfonso Hernández Jiménez          |